# 单行贯众
单行贯众（学名：Cyrtomium uniseriale）为鳞毛蕨科贯众属下的一个种。

## 扩展阅读
- 維基物種上的相關：单行贯众